# Indy Racing League 1996/1997
Indy Racing League 1997 inleddes redan 1996, och höll sedan på fram till slutet av 1997. Serien kördes över 10 omgångar.

## Delsegrare
| Datum        | Bana             | Vinnare        | Team                    | Rapport |
| ------------ | ---------------- | -------------- | ----------------------- | ------- |
| 18 augusti   | New Hampshire    | Scott Sharp    | A.J. Foyt Enterprises   | *       |
| 15 september | Las Vegas        | Richie Hearn   | Della Penna Motorsports | *       |
| 25 januari   | Disney World     | Eddie Cheever  | Team Cheever            | *       |
| 23 mars      | Phoenix          | Jim Guthrie    | Blueprint Racing        | *       |
| 26 maj       | Indianapolis 500 | Arie Luyendyk  | Treadway Racing         | *       |
| 7 juni       | Texas            | Arie Luyendyk  | Treadway Racing         | *       |
| 29 juni      | Pikes Peak       | Tony Stewart   | Team Menard             | *       |
| 27 juli      | Charlotte        | Buddy Lazier   | Hemelgarn Racing        | *       |
| 17 augusti   | New Hampshire    | Robbie Buhl    | Team Menard             | *       |
| 11 oktober   | Las Vegas        | Eliseo Salazar | Team Scandia            | *       |

### New Hampshire
| Plats | Förare            | Team                   |
| ----- | ----------------- | ---------------------- |
| 1     | Scott Sharp       | A.J. Foyt Enterprises  |
| 2     | Buzz Calkins      | Bradley Motorsports    |
| 3     | Michele Alboreto  | Team Scandia           |
| 4     | Mike Groff        | Byrd-Cunningham Racing |
| 5     | Davey Hamilton    | A.J. Foyt Enterprises  |
| 6     | Roberto Guerrero  | Pagan Racing           |
| 7     | Marco Greco       | Team Scandia           |
| 8     | Stéphane Grégoire | Team Scandia           |
| 9     | Eliseo Salazar    | Team Scandia           |
| 10    | John Paul Jr.     | PDM Racing             |

### Las Vegas
| Plats | Förare              | Team                    |
| ----- | ------------------- | ----------------------- |
| 1     | Richie Hearn        | Della Penna Motorsports |
| 2     | Michel Jourdain Jr. | Team Scandia            |
| 3     | Mike Groff          | Byrd-Cunningham Racing  |
| 4     | Roberto Guerrero    | Pagan Racing            |
| 5     | Michele Alboreto    | Team Scandia            |
| 6     | Buzz Calkins        | Bradley Motorsports     |
| 7     | Eliseo Salazar      | Team Scandia            |
| 8     | Robbie Buhl         | Beck Motorsports        |
| 9     | Marco Greco         | Team Scandia            |
| 10    | Affonso Giaffone    | Team Scandia            |

### Disney World
| Plats | Förare         | Team                   |
| ----- | -------------- | ---------------------- |
| 1     | Eddie Cheever  | Team Cheever           |
| 2     | Mike Groff     | Byrd-Cunningham Racing |
| 3     | Scott Goodyear | Treadway Racing        |
| 4     | Scott Sharp    | A.J. Foyt Enterprises  |
| 5     | Buddy Lazier   | Hemelgarn Racing       |
| 6     | Jim Guthrie    | Blueprint Racing       |
| 7     | Davey Hamilton | A.J. Foyt Enterprises  |
| 8     | Marco Greco    | Team Scandia           |
| 9     | Fermín Vélez   | Team Scandia           |
| 10    | Tony Stewart   | Team Menard            |

### Phoenix
| Plats | Förare            | Team                   |
| ----- | ----------------- | ---------------------- |
| 1     | Jim Guthrie       | Blueprint Racing       |
| 2     | Tony Stewart      | Team Menard            |
| 3     | Davey Hamilton    | A.J. Foyt Enterprises  |
| 4     | Marco Greco       | Team Scandia           |
| 5     | Stéphane Grégoire | Chastain Motorsports   |
| 6     | Mike Groff        | Byrd-Cunningham Racing |
| 7     | Roberto Guerrero  | Pagan Racing           |
| 8     | Buzz Calkins      | Bradley Motorsports    |
| 9     | John Paul Jr.     | PDM Racing             |
| 10    | Sam Schmidt       | Blueprint Racing       |

### Indianapolis 500
| Plats | Förare         | Team                   |
| ----- | -------------- | ---------------------- |
| 1     | Arie Luyendyk  | Treadway Racing        |
| 2     | Scott Goodyear | Treadway Racing        |
| 3     | Jeff Ward      | Team Cheever           |
| 4     | Buddy Lazier   | Hemelgarn Racing       |
| 5     | Tony Stewart   | Team Menard            |
| 6     | Davey Hamilton | A.J. Foyt Enterprises  |
| 7     | Billy Boat     | A.J. Foyt Enterprises  |
| 8     | Mike Groff     | Byrd-Cunningham Racing |
| 9     | Robbie Groff   | McCormack Motorsports  |
| 10    | Fermín Vélez   | Team Scandia           |

### Texas
| Plats | Förare           | Team                   |
| ----- | ---------------- | ---------------------- |
| 1     | Arie Luyendyk    | Treadway Racing        |
| 2     | Billy Boat       | A.J. Foyt Enterprises  |
| 3     | Davey Hamilton   | A.J. Foyt Enterprises  |
| 4     | Scott Goodyear   | Treadway Racing        |
| 5     | Tony Stewart     | Team Menard            |
| 6     | Eddie Cheever    | Team Cheever           |
| 7     | Eliseo Salazar   | Team Scandia           |
| 8     | Greg Ray         | Knapp Motorsports      |
| 9     | Vincenzo Sospiri | Team Scandia           |
| 10    | Johnny Unser     | Byrd-Cunningham Racing |

### Pikes Peak
| Plats | Förare            | Team                  |
| ----- | ----------------- | --------------------- |
| 1     | Tony Stewart      | Team Menard           |
| 2     | Stéphane Grégoire | Chastain Motorsports  |
| 3     | Davey Hamilton    | A.J. Foyt Enterprises |
| 4     | Eddie Cheever     | Team Cheever          |
| 5     | Buzz Calkins      | Bradley Motorsports   |
| 6     | Vincenzo Sospiri  | Team Scandia          |
| 7     | Scott Goodyear    | Treadway Racing       |
| 8     | Buddy Lazier      | Hemelgarn Racing      |
| 9     | Affonso Giaffone  | Chitwood Motorsports  |
| 10    | Robbie Groff      | McCormack Motorsports |

### Charlotte
| Plats | Förare            | Team                  |
| ----- | ----------------- | --------------------- |
| 1     | Buddy Lazier      | Hemelgarn Racing      |
| 2     | Billy Boat        | A.J. Foyt Enterprises |
| 3     | Scott Goodyear    | Treadway Racing       |
| 4     | Affonso Giaffone  | Chitwood Motorsports  |
| 5     | Kenny Bräck       | Galles Racing         |
| 6     | Eddie Cheever     | Team Cheever          |
| 7     | Tony Stewart      | Team Menard           |
| 8     | Stéphane Grégoire | Chastain Motorsports  |
| 9     | Marco Greco       | Galles Racing         |
| 10    | Eliseo Salazar    | Team Scandia          |

### New Hampshire
| Plats | Förare           | Team                   |
| ----- | ---------------- | ---------------------- |
| 1     | Robbie Buhl      | Team Menard            |
| 2     | Vincenzo Sospiri | Team Scandia           |
| 3     | Arie Luyendyk    | Treadway Racing        |
| 4     | Eliseo Salazar   | Team Scandia           |
| 5     | Kenny Bräck      | Galles Racing          |
| 6     | Roberto Guerrero | Pagan Racing           |
| 7     | John Paul Jr.    | PDM Racing             |
| 8     | Billy Boat       | A.J. Foyt Enterprises  |
| 9     | Eddie Cheever    | Team Cheever           |
| 10    | Mike Groff       | Byrd-Cunningham Racing |

### Las Vegas
| Plats | Förare            | Team                  |
| ----- | ----------------- | --------------------- |
| 1     | Eliseo Salazar    | Team Scandia          |
| 2     | Scott Goodyear    | Treadway Racing       |
| 3     | Robbie Buhl       | Team Menard           |
| 4     | Jim Guthrie       | Blueprint Racing      |
| 5     | Mark Dismore      | Kelley Racing         |
| 6     | Jimmy Kite        | Team Scandia          |
| 7     | John Paul Jr.     | PDM Racing            |
| 8     | Billy Boat        | A.J. Foyt Enterprises |
| 9     | Stéphane Grégoire | Chastain Motorsports  |
| 10    | Marco Greco       | Galles Racing         |

## Slutställning
| Plats | Förare            | Team                              | Poäng |
| ----- | ----------------- | --------------------------------- | ----- |
| 1     | Tony Stewart      | Team Menard                       | 278   |
| 2     | Davey Hamilton    | A.J. Foyt Enterprises             | 272   |
| 3     | Marco Greco       | Team Scandia Galles Racing        | 230   |
| 4     | Eddie Cheever     | Team Cheever                      | 230   |
| 5     | Scott Goodyear    | Treadway Racing                   | 226   |
| 6     | Arie Luyendyk     | Treadway Racing                   | 223   |
| 7     | Roberto Guerrero  | Pagan Racing                      | 221   |
| 8     | Buddy Lazier      | Hemelgarn Racing                  | 209   |
| 9     | Eliseo Salazar    | Team Scandia                      | 208   |
| 10    | Buzz Calkins      | Bradley Motorsports               | 204   |
| 11    | Stéphane Grégoire | Team Scandia Chastain Motorsports | 192   |
| 12    | Jim Guthrie       | Blueprint Racing                  | 186   |
| 13    | Robbie Buhl       | Beck Motorsports Team Menard      | 170   |
| 14    | Mike Groff        | Byrd-Cunningham Racing            | 169   |
| 15    | John Paul Jr.     | PDM Racing                        | 163   |
| 16    | Affonso Giaffone  | Team Scandia Chitwood Motorsports | 159   |
| 17    | Mark Dismore      | Team Menard Kelley Racing         | 158   |
| 18    | Billy Boat        | A.J. Foyt Enterprises PDM Racing  | 151   |
| 19    | Kenny Bräck       | Galles Racing                     | 139   |
| 20    | Robbie Groff      | McCormack Motorsports             | 135   |
| 21    | Vincenzo Sospiri  | Team Scandia                      | 134   |
| 22    | Scott Sharp       | A.J. Foyt Enterprises             | 119   |